# Румынин, Вячеслав Гениевич
Вячеслав Гениевич Румынин (род. 1951) — учёный-геолог, гидрогеолог, член-корреспондент РАН (2003), лауреат премии имени Ф. П. Саваренского (2004).

## Биография
Родился 16 ноября 1951 года.
В 1975 году — окончил Ленинградский горный институт.
В 1981 году — защитил кандидатскую диссертацию, тема: «Исследование массопереноса в трещиновато-пористых водоносных породах: (в связи с охраной подземных вод в горнодобывающих районах КМА)».
В 1988 году — защитил докторскую диссертацию, тема: «Теория и практика опытно-миграционных исследований при изучении техногенного загрязнения подземных вод в горнодобывающих районах».
В 2003 году — избран членом-корреспондентом РАН.

### Научный и производственный опыт
- горный инженер-гидрогеолог (Институт ГИПРОРУДА)
- главный научный сотрудник в Ленинградском/СПб Горном институте
- заместитель директора Института геоэкологии — директор Санкт-Петербургского Отделения Института геоэкологии (СПбО ИГЭ РАН, 2000—2024), научный руководитель Отделения (с 2024).
- профессор Санкт-Петербургского государственного университета, директор Межфакультетского научно-исследовательского центра (МНЦ) гидрогеоэкологии при СПбГУ.

## Научная деятельность
Основные научные интересы и достижения связаны с разработкой фундаментальных основ гидрогеологии и развитием её практических приложений: физико-математические и гидрогеохимические модели миграции подземных вод, теория и методы экспериментальной/полевой гидрогеологии, математическое (- численное) моделирование геофильтрации и миграции подземных вод, горнопромышленная гидрогеология и радиогеоэкология.
Внес значительный вклад в развитие теории и методов исследования массопереноса в подземной гидросфере: выявлены механизмы и физико-химическая сущность основных миграционных процессов, в том числе аномального характера, разработаны новые концептуальные модели массо- и теплопереноса в гетерогенных водоносных системах с учетом масштабных эффектов, сопровождающих эти процессы в природных условиях.
Разработчик оригинального комплекса полевых технологий оценки миграционных параметров горных пород: обоснованы аналитические модели опытных полевых исследований, методов их планирования, интерпретации и оценки эффективности/целесообразности; обоснованы системы мониторинга подземных вод в типовых гидрогеологических условиях как базы для получения и уточнения фильтрационных и миграционных параметров горных пород.
Совместно с В. А. Мироненко заложил новое направление гидрогеологии — горнопромышленная гидрогеология, охватывающее проблемы техногенного загрязнения подземных вод и дренажа водоносных комплексов при горных разработках. В последние годы им активно разрабатываются гидрогеологические основы радиогеоэкологии.
Провел анализ процессов загрязнения подземных вод на конкретных объектах и результаты опытных полевых работ в горнодобывающих районах и на месторождениях твердых полезных ископаемых (КМА, Кольский полуостров, Западное Предуралье, Восточная Сибирь, Украина) и нефти (Татария), а также в ядерно-промышленных центрах и на приуроченных к ним участках подземного захоронения радиоактивных отходов (Сосновоборский АПК, Сибирский химический комбинат, ПО «Маяк»).
Руководитель исследований по грантам РФФИ, МНТЦ, Швейцарского научного фонда и других международных проектов, имеет индивидуальные научные гранты — Fulbright и CRDF, ему присуждена Государственная научная стипендия. В качестве приглашенного исследователя работал в США в Миннесотском университете (1992 г.) и Национальной лаборатории им. Лоуренса в Беркли (LBNL) −1994 и 1997—1998 гг., являлся экспертом экологической части работ на Бушерской АЭС (Иран).

## Награды
- 2004 — Премия имени Ф. П. Саваренского (с В. А. Мироненко), за монографию «Проблемы гидрогеоэкологии»[2].